# Katholieke Kerk in Puerto Rico

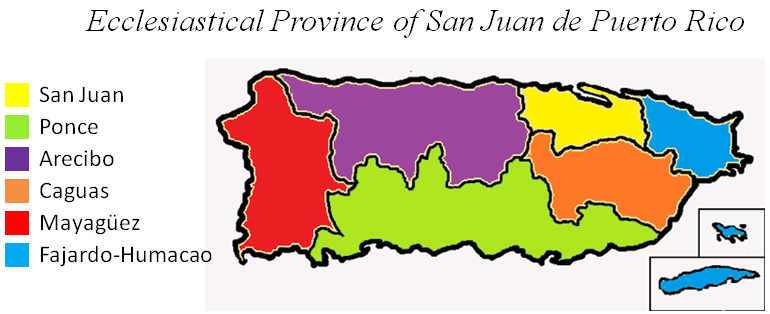
Kerkprovincie San Juan de Puerto Rico

De Katholieke Kerk in Puerto Rico is een onderdeel van de wereldwijde Katholieke Kerk, onder het geestelijk leiderschap van de paus en de curie in Rome. 
In 2021 woonden ongeveer 2.707.000 (84,7%) katholieken in Puerto Rico. Puerto Rico bestaat uit een enkele kerkprovincie, met 6 bisdommen die de Romeinse ritus volgen, waaronder 1 aartsbisdom. De bisschoppen zijn lid van de bisschoppenconferentie van Puerto Rico. President van de bisschoppenconferentie is Rubén Antonio González Medina, bisschop van Ponce.
Als unincorporated territory van de Verenigde Staten heeft Puerto Rico geen nuntius maar een apostolisch delegaat. Apostolisch delegaat voor Puerto Rico is sinds 18 mei 2023 aartsbisschop Piergiorgio Bertoldi.
Paus Johannes Paulus II bezocht Puerto Rico in 1984. 

## Indeling
- Kerkprovincie San Juan de Puerto Rico:
  - Aartsbisdom San Juan de Puerto Rico
  - Bisdom Arecibo
  - Bisdom Caguas
  - Bisdom Fajardo-Humacao
  - Bisdom Mayagüez
  - Bisdom Ponce

## Apostolisch delegaat
- Aartsbisschop Placide Louis Chapelle (11 oktober 1898 - 9 augustus 1905)
- Aartsbisschop Giuseppe Aversa (25 mei 1906 - 2 maart 1911)
- Aartsbisschop Adolfo Alejandro Nouel y Boba-Dilla (1913 - 1915)
- Aartsbisschop Tito Trocchi (9 december 1915 - mei 1921)
- Aartsbisschop Pietro Benedetti (22 juli 1921 - 1925)
- Aartsbisschop George Joseph Caruana (15 september 1935 - 1 mei 1947)
- Aartsbisschop Antonio Taffi (14 mei 1947 - 9 januari 1950)
- Aartsbisschop Giuseppe Burzio (18 december 1950 - 1954)
- Aartsbisschop Luigi Centoz (29 november 1954 - 1960?)
- Aartsbisschop Emanuele Clarizio (5 oktober 1961 - 12 juni 1967)
- Aartsbisschop Antonio del Giudice (19 augustus 1967 - 2 december 1970)
- Aartsbisschop Luciano Storero (24 december 1970 - 30 juni 1973)
- Aartsbisschop Giovanni Gravelli (12 juli 1973 - 11 december 1981)
- Aartsbisschop Blasco Francisco Collaço (26 juli 1982 - 28 februari 1991)
- Aartsbisschop Fortunato Baldelli (20 april 1991 - 23 april 1994; later kardinaal)
- Aartsbisschop François Robert Bacqué (7 juni 1994 - 27 februari 2001)
- Aartsbisschop Timothy Paul Andrew Broglio (27 februari 2001 - 19 november 2007)
- Aartsbisschop Józef Wesołowski (24 januari 2008 - 21 augustus 2013)
- Aartsbisschop Jude Thaddeus Okolo (7 oktober 2013 - 13 mei 2017)
- Aartsbisschop Ghaleb Moussa Abdalla Bader (25 augustus 2017 - 15 februari 2023)
- Aartsbisschop Piergiorgio Bertoldi (18 mei 2023 - heden)

## Pauselijk bezoek
Paus Johannes Paulus II bezocht Puerto Rico eenmaal: 
- 12 oktober 1984: apostolische reis van paus Johannes Paulus II naar Puerto Rico

## Kardinalen
Het land had in haar geschiedenis slechts een kardinaal. In 2024 had het geen levende kardinalen.

### Overleden kardinalen van Puerto Rico
- Luis Aponte Martínez (1973)

### Andere kardinalen gerelateerd aan Puerto Rico
- Fortunato Baldelli (2010)